# 多治見市消防本部
多治見市消防本部（たじみししょうぼうほんぶ）は、岐阜県多治見市の消防本部。

## 沿革
- 1945年（昭和20年）10月1日 - 多治見市常備消防部を創設
- 1949年（昭和24年）9月18日 - 多治見市消防本部を設置
- 1952年（昭和27年）9月8日 - 多治見市消防署を設置
- 1971年（昭和46年）10月21日 - 北消防署を設置、多治見市消防署を南消防署に改称
- 1974年（昭和49年）4月1日 - 笠原消防署を設置
- 1984年（昭和59年）10月1日 - 消防本部・南消防署が現在地に移転

## 組織
- 本部 - 消防総務課、予防警防課、通信指令課
- 消防署

## 主力機械
2018年4月1日現在
- 普通消防ポンプ自動車：2
- 水槽付消防ポンプ自動車：3
- はしご付消防自動車：1
- 化学消防自動車：1
- 指揮車：1
- 救急自動車：5
- 非常用救急車:1
- 救助工作車：1
- 小型動力ポンプ：3
- 団指揮車：1
- 資機材搬送車：3
- 小型動力ポンプ付水槽車：1
- 防災指導車：1
- 査察車：3
- 水防車：1
- その他：3
- 救急支援車：2

## 消防署
| 消防署     | 住所         | 管轄区域 |
| ---------- | ------------ | --- |
| 南消防署   | 三笠町2-21   | 多治見市域のうちJR中央本線以南の区域。 （東栄町、虎渓山町、月見町、三の倉町と 笠原町及び滝呂町12丁目、14丁目、17丁目を除き、 中央本線以北の諏訪町を含む） |
| 北消防署   | 光ヶ丘4-48-4 | 多治見市域のうちJR中央本線以北の区域。 （諏訪町を除き、中央本線以南の 東栄町、虎渓山町、月見町、三の倉町を含む）                                          |
| 笠原消防署 | 笠原町2081-1 | 笠原町及び滝呂町12丁目、14丁目、17丁目の区域。 |